# Tingo María
A cidade peruana de Tingo María é a capital da Província de Leoncio Prado, situada no Departamento de Huánuco e pertencente a Região de Huánuco, Peru. A cidade foi fundada o 15 de outubro de 1939. 